# Plan S
Plan S ist eine Strategie zur Förderung des freien Zugangs (Open Access) zu wissenschaftlichen Erkenntnissen, die mit öffentlichen Mitteln erarbeitet wurden. Getragen wird das Projekt von 22 nationalen und internationalen Forschungsförderern sowie der Europäischen Kommission und dem Europäischen Forschungsrat.
Der Zusammenschluss cOAlition S, bestehend aus elf nationalen Forschungsförderern, verschiedenen Forschungsorganisationen und dem Europäischen Forschungsrat, veröffentlichte am 4. September 2018 eine Strategie, die den laufenden Strukturwandel im wissenschaftlichen Publikationssystem in Richtung Open Access weiter vorantreiben und beschleunigen soll. Dazu wird verpflichtend festgelegt, dass staatlich finanzierte Forschungsergebnisse ab dem Jahr 2021 in für die Öffentlichkeit frei zugänglichen Open-Access-Zeitschriften oder -Repositorien publiziert werden müssen. Der Plan S definiert die Rahmenbedingungen, unter denen die Publikationen erfolgen müssen. Nach Robert-Jan Smits, der maßgeblich Plan S konzipierte, könne das „S“ in Plan S für science, speed, solution, shock (Wissenschaft, Tempo, Lösung, Schock) stehen. Auch das sogenannte hybride Publizieren, bei dem einzelne Artikel in einer an sich subsriptionspflichtigen Zeitschrift durch eine zusätzliche Gebühr Open Access gestellt werden könne, soll nach einer Übergangsfrist nicht mehr gefördert werden.
Ziel von Plan S ist, einen radikalen Bruch mit der etablierten wissenschaftlichen Publikationskultur herbeizuführen und der Open-Access-Bewegung zum Durchbruch zu verhelfen.

## Kernpunkte des Plan S
Die Rahmenbedingungen werden mittels 10 Kernpunkten wie folgt definiert:
1. Die Autoren bleiben uneingeschränkte Urheberrechtsinhaber (Stichwort rights retention). Sämtliche Publikationen müssen unter einer offenen Lizenz wie Creative Commons Attribution Licence CC BY erfolgen. Die gewählte Lizenz muss der Berliner Erklärung über offenen Zugang zu wissenschaftlichem Wissen genügen.
2. Die Forschungsförderer sollen verlässliche Kriterien und Anforderungen für die Services entwickeln, die qualitativ hochwertige OA-Zeitschriften, OA-Plattformen und OA-Repositorien bieten müssen
3. Für Fachbereiche, in denen qualitativ hochstehende Open-Access-Zeitschriften und -Plattformen noch nicht vorhanden sind, koordinieren die Forschungsförderer Anreize und Hilfestellungen zur Schaffung entsprechender Angebote.
4. Die Finanzierung der Open-Access-Publikationsgebühren soll, wann immer möglich, durch die Forschungsförderer und Universitäten erfolgen und nicht durch einzelne Forscher.
5. Die Vergabe von Publikationsgebühren wird standardisiert und in der Höhe gedeckelt.
6. Die Forschungsförderer verlangen von den Universitäten, Forschungsorganisationen und Bibliotheken im Sinne einer größtmöglichen Transparenz die jeweiligen Open-Access-Policies und -Strategien zur vereinheitlichen.
7. Diese Rahmenbedingungen gelten für sämtliche wissenschaftlichen Publikationsarten. Der Zeitrahmen für die vollständige Veröffentlichung von wissenschaftlichen Büchern und Monographien als Open Access kann sich auf nach 2021 verzögern.
8. Die zentrale Rolle und Wichtigkeit von offenen Archiven und Repositorien für die Sicherstellung der Langzeitarchivierung und als Instrument für innovative Weiterentwicklungen wird explizit festgehalten.
9. Die Veröffentlichung in hybriden Open-Access-Zeitschriften ist ausgeschlossen.
10. Die Forschungsförderer prüfen die Einhaltung der Rahmenbedingungen und erlassen Sanktionen bei Nicht-Einhaltung.

## Mitglieder der Koalition
Mitglieder der cOAlition S sind mit Stand 1. Juni 2022 29 nationale und internationale Forschungsförderer, sowie die Europäische Kommission, der Europäische Forschungsrat, die Weltgesundheitsorganisation WHO und weitere Institutionen:
- Die Europäische Kommission[5] und der Europäische Forschungsrat;[6]
- Australien: National Health and Medical Research Council (NHMRC) (Beitritt am 19. September 2022)[7]
- Österreich: Fonds zur Förderung der wissenschaftlichen Forschung (FWF)
- Schweiz: Schweizerischer Nationalfonds (SNF)[8] (Beitritt am 1. Juni 2022)
- Frankreich: Agence nationale de la recherche (ANR)
- Irland: Science Foundation Ireland (SFI)
- Italien: Istituto Nazionale di Fisica Nucleare (INFN)
- Kanada: Québec Research Funds (Beitritt am 1. Juni 2021)[9]
- Luxemburg: National Research Fund (FNR)
- Niederlande: Nederlandse Organisatie voor Wetenschappelijk Onderzoek (NWO)
- Norwegen: Research Council of Norway (RCN)
- Polen: The National Science Centre Poland (NCN)
- Portugal: Fundação para a Ciência e Tecnologia (Beitritt Januar 2021)[10]
- Slowenien: Slovenian Research Agency (ARRS)
- Schweden: Swedish Research Council for Sustainable Development (Formas)[11]
- Schweden: Swedish Research Council for Health, Working Life and Welfare (Forte)[11] (Beitritt am 9. Oktober 2018)
- Schweden: Swedish Riksbank's Jubilee Fond (RJ) (Beitritt am 9. November 2018)[12]
- Schweden: Vinnova, Innovation Agency (Beitritt am 22. Mai 2019)[13]
- Jordanien (Beitritt Februar 2019)[14]
- Sambia (Beitritt Januar 2019)[14]
- Südafrika: South African Medical Research Council (Beitritt Oktober 2019)[15]
- Vereinigtes Königreich: United Kingdom Research and Innovation (UKRI)
- Vereinigtes Königreich: Wellcome Trust (Beitritt am 5. November 2018)[16]
- Finnland: Akademie von Finnland (AKA)[17] (Beitritt am 24. September 2018)
- USA: Bill & Melinda Gates Foundation (Beitritt am 5. November 2018)[16]
- Weltgesundheitsorganisation WHO (Beitritt am 29. August 2019)[18][19]
- Aligning Science Against Parkinson’s (ASAP) (Beitritt am 26. September 2019)[20]

## Öffentliche Unterstützung
- Deutsche Forschungsgemeinschaft[21]
- Heinz Faßmann, damaliger Bundesminister für Bildung, Wissenschaft und Forschung der Republik Österreich[22]
- Indien[14]
- Swedish Research Council[23]
- Portugese Foundation for Science and Technology (FCT)[24]
- LIBER Ligues des Bibliothèques Européennes de Recherche[25]
- League of European Research Universities (LERU)[26]
- European Molecular Biology Organization (EMBO)[27]
- EU-LIFE[28]
- The Netherlands Organisation for Health Research and Development (ZonMw)[29]
- European University Association[30]
- Marie Curie Alumni Association[31]
- SPARC Europe[32]
- Confederation of Open Access Repositories[33][34]
- Fair Open Access Alliance[35]
- Eurodoc[31]
- Young European Research Universities Network (YERUN)[36]
- Open Access Scholarly Publishing Association (OASPA)[37]
- DARIAH-EU[38]
- OpenAIRE[39]
- Faculty of 1000[40]
- Gemeinsames Unterstützungsstatement von 113 Institutionen aus 37 Nationen und 5 Kontinenten[41][42]
- National Science Library (NSL), China[43]
- National Science and Technology Library (NSTL), China[43]
- National Natural Science Foundation of China[43]
- All European Academies (ALLEA)[44]
- African Academy of Sciences (AAS)[45]
- National Institute for Health Research (NIHR)[46]

## Konkrete Umsetzungsrichtlinien
Robert-Jan Smits, EU-Sonderbeauftragter für Open Access und treibende Kraft hinter dem Plan S, hat eine Taskforce eingesetzt, die konkrete Umsetzungsrichtlinien zuhanden der Forschungsförderer ausgearbeitet hat. Die konkreten Umsetzungsrichtlinien wurden am 27. November 2018 veröffentlicht. Die Taskforce stand unter der Leitung von John-Arne Røttingen, Direktor des Research Council of Norway und David Sweeney, Direktor von United Kingdom Research and Innovation. In die Erarbeitung einbezogen wurden u. a. auch Vertreter von Forschungsinstitutionen, Wissenschaftlern, Universitäten, Forschungsförderern, Wohltätigkeitsorganisationen, Verlegern und der Zivilgesellschaft.

### Übergangsbestimmungen
Formuliert wurden unter anderem Übergangsbestimmungen, die bis 2024 unter bestimmten Rahmenbedingungen Gültigkeit haben. So bleibt das Publizieren in hybriden Zeitschriften erlaubt, sofern die Zeitschrift über einen öffentlich nachvollziehbaren Businessplan zur Umstellung auf eine reine Open-Access-Zeitschrift innerhalb eines befristeten Zeitrahmens von maximal drei Jahren verfügt.

### Grüner Weg
Jederzeit möglich bleibt die Veröffentlichung in beliebigen Zeitschriften unter der Bedingung, dass eine sofortige Parallelveröffentlichung einer Kopie des Artikels oder mindestens des akzeptierten Manuskripts in einem mit Plan S konformen Repository erfolgt (Grüner Weg).

### Urheberrechtsbestimmungen
Wissenschaftliche Veröffentlichungen müssen unter einer weltweit gültigen, vergütungsfreien und unwiderrufbaren Lizenz erfolgen, die ohne Einschränkungen jegliche Weiternutzung und Verarbeitung, inklusive der kommerziellen Nutzung zulässt, unter dem Vorbehalt, dass die ursprünglichen Autoren entsprechend genannt bleiben: Für die Publikation von wissenschaftlichen Zeitschriftenartikeln wird die Verwendung der Creative Commons unter Namensnennung (CC BY) 4.0 oder der Creative Commons „Weitergabe unter gleichen Bedingungen“ (CC BY-SA) 4.0 gefordert. Ebenfalls offen steht die Veröffentlichung in der Public Domain (CC0).

### Anforderungen für Open-Access-Zeitschriften und -Plattformen

#### Verpflichtende Anforderungen
Mit Plan S konforme Zeitschriften und Plattformen müssen u. a. zwingend folgende Kriterien erfüllen:
- Sämtliche wissenschaftliche Inhalte müssen sofort, ohne zeitliche Verzögerung (Embargo), öffentlich frei zugänglich sein. Technische Einschränkungen oder andere Formen, die den unmittelbaren Zugang einzuschränken, sind nicht erlaubt.
- Die Inhalte müssen unter der Lizenz Creative Commons unter Namensnennung (CC BY) 4.0 oder der Creative Commons „Weitergabe unter gleichen Bedingungen“ (CC BY-SA) 4.0 veröffentlicht werden. Der Transfer von Urheberrechten oder die vollständige Abgabe der Verwertungsrechte an den Verleger ist nicht zulässig.
- Die Zeitschrift / Plattform muss Review-Prozesse implementieren, welche den Standards der jeweiligen Fachdisziplin und des Committee on Publication Ethics (COPE) genügen. Die entsprechenden Richtlinien müssen auf der Webseite des Anbieters veröffentlicht werden.
- Die Zeitschrift muss im Directory of Open Access Journals gelistet sein oder aktuell in einem Prozess zur Aufnahme in das Verzeichnis stehen.
- Falls Gebühren für die Publikation erhoben werden (APCs), müssen Autoren aus Ländern mit tiefem Bruttoinlandsprodukt von den Gebühren befreit werden, für Schwellenländer müssen Rabatte angeboten werden.
- Verwendung von DOIs.
- Strategie für die Langzeitarchivierung der Inhalte (z. B. über LOCKSS/CLOCKSS).
- Qualitativ hochstehende Metadaten unter der Lizenz CC0 (Public Domain), inklusive der Anzahl Zitierungen, in einem standardisierten Format.
- Standardisierte Prozesse für die Übermittlung von Daten an Indexierungsdienste wie Pubmed.
- Maschinenlesbare Angaben über die gewählte Lizenz der Open-Access-Publikation.
- Preistransparenz: die Gestaltung allfälliger Publikationsgebühren muss offengelegt werden und öffentlich abrufbar sein.

#### Dringend empfohlene Anforderungen
- Verwendung von ORCIDs für die standardisierte und maschinenlesbare Identifikation von Autoren.
- Veröffentlichung der Richtlinien für Zweitveröffentlichungen in der Datenbank von SHERPA/RoMEO
- Verlinkung auf allfällige Originaldaten oder Programmiercode in externen Repositories.
- Zugänglichkeit der Inhalte und aller Zusatzmaterialien in maschinenlesbarem Format (z. B. als XML / JATS) für Text und Data Mining (TDM) über frei verfügbare Schnittstellen.

Sogenannte „Mirror-Journals“ sind grundsätzlich nicht kompatibel mit den Anforderungen von Plan-S. „Mirror-Journals“ sind Zeitschriften, bei denen eine personell nahezu identische wissenschaftliche Herausgeberschaft einerseits eine frei zugängliche Version und andererseits eine Version mit einer Paywall veröffentlicht. Publikationen in „Mirror-Journals“ unterliegen den gleichen Übergangsbestimmungen wie hybride Zeitschriften.

### Öffentliche Mitwirkung
Bis am 8. Februar 2019 bestand für interessierte Parteien die Möglichkeit zusätzliche Anregungen zu den ausgearbeiteten Richtlinien einzubringen.

### Überarbeitete Umsetzungsrichtlinien
Nach Ablauf der öffentlichen Mitwirkung veröffentlichte die cOAlition S am 31. Mai 2019 überarbeitete Umsetzungsrichtlinien. Der Zeitrahmen für die verpflichtende Umsetzung wurde von 2020 um ein Jahr auf 2021 ausgedehnt. Ebenso wurde der Zeitrahmen zur Umwandlung von bestehenden Zeitschriften zu Open-Access-Publikation im Rahmen von Übergangsvereinbarung bis auf Ende 2024 verlängert.
Die Rückmeldungen der öffentlichen Mitwirkung wurden analysiert und die bestehenden Umsetzungsrichtlinien präzisiert. So wird z. B. eine Veröffentlichung von wissenschaftlichen Arbeiten unter einschränkenden Lizenzen wie CC BY-ND (keine Weiterverarbeitung / No Derivatives) and CC BY-NC (keine kommerzielle Nutzung / Non-Commercial) explizit ausgeschlossen. Festgehalten wird an einer Veröffentlichung unter der liberalen Creative Commons Lizenz CC BY (Namensnennung) um Text- und Datamining sowie die Nutzung von wissenschaftlichen Erkenntnissen zur Entwicklung von (kommerziellen) Medikamenten und Impfstoffen zu ermöglichen. Um den Bedenken der Geistes- und Kulturwissenschaften Rechnung zu tragen, empfiehlt cOAlition S den Forschungsfördern im Rahmen einer Übergangslösung auf Antrag einzelne Ausnahmen zur Veröffentlichung unter CC BY-ND zu ermöglichen.

## Reaktionen

### Reaktionen nach Erstveröffentlichung der Rahmenbedingungen
Die Veröffentlichung des Plan S rief weltweit zahlreiche und kontroverse Reaktionen hervor. Noch am selben Tag erschien in der englischsprachigen Fachzeitschrift Nature ein Kommentar zum Plan S. Der Verlag Springer Nature rief die Forschungsförderer dringend dazu auf, solche Initiativen weltweit zu koordinieren und nicht als kleine Gruppen anzugehen. Die American Association for the Advancement of Science äußerte Kritik, dass der Plan S der Publikation von qualitativ hochstehenden, über Peer-Review veröffentlichten wissenschaftlichen Publikationen abträglich sei.
Am 4. September veröffentlichte der Schweizerische Nationalfonds ein Statement, in dem er die grundsätzliche Unterstützung des Plan S bekannt gab. Gemäß dem Soziologen, Bibliotheks- und Informationswissenschaftler Ulrich Herb erhöht der Plan S den Druck auf die Preispolitik der Verlage und könnte die Open-Access-Bewegung beleben. Der Journalist George Monbiot zitierte im The Guardian Elsevier „Falls Sie der Meinung sind, dass Information nichts kosten solle, gehen Sie zu Wikipedia“ und konterte mit der Feststellung, dass dieses Statement unbeabsichtigterweise an das Untergehen der damals etablierten Enzyklopädien erinnere.
Tim Vines skizzierte im Publikationsorgan der Society for Scholarly Publishing einen „Plan T“ mittels „submission fees“ als alternative Verlagsstrategie zu den Publikationsgebühren (Article Processing Charge) von Open Access, um gleichzeitig eine Lösung zu finden, um qualitativ hochwertige wissenschaftliche Open-Access-Zeitschriften zu betreiben, ohne auf hohe Publikationsgebühren zurückgreifen zu müssen.
Am 12. September 2018 bestätigte die UBS eine Verkaufsempfehlung für Aktien von Elsevier (RELX). Die Aktie von Elsevier verlor alleine zwischen dem 28. August und dem 19. September 2018 um 13 % an Wert.
Die Akademie von Finnland trat am 24. September 2018 als zwölftes aktives Mitglied der cOAlition S bei und unterzeichnete die Zielsetzungen des Plan S.
Am 24. September 2018 begrüßten drei Vereinigungen von Forschern, die Eurodoc, die Marie Curie Alumni Association und die Young Academy of Europe (YAE), in einer öffentlichen Stellungnahme die Zielsetzung des Plan S um vollständigen und sofortigen Open Access für wissenschaftliche Publikationen ab dem 1. Januar 2020 zu erreichen.
Weitere Unterstützung fand der Plan S von der European University Association (EUA), der League of European Research Universities (LERU) und der Ligue des Bibliothèques Européennes de Recherche (LIBER).
Am 27. September 2018 wies der Verband Deutscher Kunsthistoriker in einer Stellungnahme auf für das Fach der Kunstgeschichte offene Fragestellungen hin, insbesondere bei Publikationen, die urheberrechtlich geschützte Werke (z. B. Bilder) enthielten.
Am 2. Oktober 2018 gab die portugiesische Foundation for Science and Technology (FCT) bekannt, dass sie den Plan S unterstütze, zum jetzigen Zeitpunkt allerdings noch nicht unterzeichne.
Am 8. Oktober 2018 gab die Nordic University Association (NUS) die Unterstützung für den Plan S bekannt. Die Nordic University Association umfasst die Universitäten von Dänemark, Finland (UNIFI), Island, Norwegen und die Association of Swedish Higher Education Institutions (SUHF).
Am 9. Oktober 2018 trat der Swedish Research Council for Health, Working Life and Welfare (Forte) als 13. Mitglied der COAlition S bei.
Am 15. Oktober 2018 begrüßte die Global Young Academy (GYA), die internationale Vereinigung junger Wissenschaftler, den Plan S und nahm in einem Positionspapier Stellung zu den Chancen und Risiken einer konkreten Umsetzung.
Am 18. Oktober 2018 nahm der Verlag Cambridge University Press öffentlich Stellung zum Plan S und kritisierte, dass im Gegensatz zum Finch Report aus dem Jahr 2012, bei dem auf breiter Basis umfassende Anhörungen vorgenommen wurden, bei Plan S die Vorgaben direkt von den Forschungsförderern formuliert werden.
Das Young European Research Universities Network (YERUN), eine Hochschulallianz bestehend aus 18 Universitäten aus 12 EU-Ländern, begrüßte den Plan S am 18. Oktober 2018.
Am 19. Oktober 2018 veröffentlichte der Beirat der Fair Open Access Alliance konkrete Empfehlungen für die angekündigte und laufende Detailausarbeitung von Plan S auf Ende des Jahres 2018. Zu den Mitunterzeichnern der Empfehlungen gehört Peter Suber, Mitglied des Beirats der Fair Open Access Alliance, Professor der Philosophie am Earlham College in Richmond, Indiana und einer der führenden Akteure der Open-Access-Bewegung.
Am 25. Oktober 2018 veröffentlichte DARIAH-EU ein Positionspapier, indem die hauptsächlichen Zielsetzungen des Plan S befürwortet werden. DARIAH formulierte ergänzende Empfehlungen für die konkrete Umsetzung des Plan S, welche den Bedürfnissen der Geistes- und Kulturwissenschaften Rechnung tragen sollen. Der Plan S berücksichtige in der vorliegenden Form einseitig die Situation im Bereich STEM (Science Technology Engineering Mathematics). Dem Netzwerk DARIAH (Digital Research Infrastructure for the Arts and Humanities) gehören 17 europäische Mitgliedstaaten, sowie weitere 8 Staaten als Kooperationspartner an. DARIAH-DE ist Bestandteil des europäischen Netzwerkes.
Am 5. November 2018 gaben der Wellcome Trust und die Bill & Melinda Gates Foundation bekannt, dass sie den Plan S umsetzen werden. Damit stellen sich die zwei weltweit größten Stiftungen im Bereich der Forschungsförderung hinter die Zielsetzungen des Plan S. Am 9. November 2018 trat der Schwedische Riksbankens Jubileumsfond (RJ) der cOAlition S bei.
Rund 1500 Forschende formulierten in einem offenen und umstrittenen Brief Bedenken hinsichtlich den Konsequenzen einer Umsetzung des Plan S. Die Fair Open Access Alliance kritisierte in einer Gegenstellungnahme, dass der offene Brief von falschen Voraussetzungen ausgehe und logische Fehlschlüsse ziehe.
Am 12. November 2018 stellte sich EU-Life hinter die Zielsetzungen des Plan-S. EU-Life ist ein Verband von 13 europäischen Forschungseinrichtungen und vertritt über 4000 Forschende.
Am 16. November 2018 veröffentlichte die British Academy eine Stellungnahme aus Sicht der Geisteswissenschaften, begrüßte den Plan S in grundsätzlicher Hinsicht und formulierte Empfehlungen für die konkrete Ausarbeitung. Bedenken geäußert wurden insbesondere hinsichtlich den Vorgaben zum Ausschluss von hybriden Zeitschriften.
Das US-amerikanische Office of Science and Technology Policy (OSTP) erwägt eine Überarbeitung und Verschärfung der bestehenden Richtlinien für die Publikation von Ergebnissen staatlich geförderter Forschung als Open Access. Der COAlition S liegen Einladungen für weitere Gespräche mit staatlichen Vertretern aus Südafrika, Indien, China und Japan vor.

### Reaktionen nach Veröffentlichung der Umsetzungsrichtlinien
Am 28. November 2018, nach Erscheinen der konkreten Umsetzungsrichtlinien, wurde ein offener Brief zur Unterstützung des Plan S veröffentlicht, welcher bis heute bereits von rund 1800 Forschenden weltweit unterzeichnet wurde.
Am 28. November 2018 gab die Zeitschrift Epidemiology & Infection des Verlags Cambridge University Press den Wechsel zu einer vollständigen Open-Access-Zeitschrift ab 1. Januar 2019 bekannt und bezog sich in der Begründung explizit u. a. auf Plan S.
Am 4. Dezember 2018 unterzeichnen 113 Institutionen aus 37 Nationen und 5 Kontinenten ein gemeinsames Unterstützungsstatement für die Kernprinzipien von OA2020, des Plan S und des Jussieu-Appell für offene Wissenschaft und Bibliodiversität.
Am 5. Dezember 2018 wurde bekannt, dass sich das Ministerium für Wissenschaft und Technologie in China hinter die Zielsetzungen des Plan S stellt. Xiaolin Zhang, Vorsitzender des strategischen Komitees der National Science and Technology Library (NSTL) des Ministeriums für Wissenschaft und Technologie betonte, die Vorstellung, dass Open Access in China keine Rolle spielen würde, sei völlig abwegig. Er gab bekannt, dass die chinesische Regierung die Forschenden künftig dazu anhalten werde, wissenschaftliche Arbeiten als Open Access sofort frei zugänglich zu veröffentlichen. Mit China nimmt die Unterstützung von Plan S internationale Dimensionen an. China publiziert seit dem Jahr 2018 weltweit die größte Anzahl an wissenschaftlichen Artikeln und hat damit mengenmäßig die USA überholt.
Am 10. Dezember 2018 veröffentlichte die Gesellschaft Deutscher Chemiker (GDCh) eine Stellungnahme, bekannte sich grundsätzlich zum Prinzip des Open Access, äußerte aber u. a. Bedenken, dass etablierte Fachzeitschriften wie die im Wiley-Verlag von der GDCh herausgegebene Zeitschrift Angewandte Chemie oder das Journal of the American Chemical Society (ACS Publications) für die Publikation von geförderten Fachartikeln nicht mehr zur Verfügung stehen würden. Die GDCh beruft sich in ihrer Kritik ausdrücklich auf die „Freiheit des Forschenden“ und lehnt die Verpflichtung Arbeiten unter eine liberale und offene Lizenz wie CC-BY zu stellen, den Ausschluss von Hybridzeitschriften, sowie die angedrohte Sanktionierung bei Nichtbefolgen auch vor dem Hintergrund des in Deutschland geltenden Grundgesetzes ab (§ 5 Abs. 3 GG: „Kunst und Wissenschaft, Forschung und Lehre sind frei“). Die GDCh ging bei ihrer Einschätzung explizit davon aus, dass eine breite internationale Beteiligung an Plan S, insbesondere in forschungsintensiven Regionen wie Amerika und Asien, nicht zu erwarten sei. Am 15. Januar 2019 erreichte das Projekt DEAL mit Wiley eine Einigung, dass Publikationen von Forschern an Projekt-DEAL-Institutionen künftig als Open Access in Wiley Zeitschriften veröffentlicht werden.
Am 17. Januar 2019 gab das National Institute for Health Research (NIHR) in England die offizielle Unterstützung der Zielsetzungen des Plan S bekannt und kündigte an, die Vergaberichtlinien für Forschungsgelder entsprechend anzupassen. Das National Institute for Health Research ist im klinischen Bereich der größte Forschungsförderer Europas und verfügt über ein jährliches Budget von über 1 Milliarde GBP.
Am 12. Februar 2019 wurde bekannt, dass Indien den Plan S unterzeichnen wird. Unter Berücksichtigung von China und Indien unterliegen damit 20 % bis 30 % des weltweiten Publikationsvolumens im Forschungsbereich den Prinzipien von Plan S. Anfang des Jahres 2019 haben bereits Sambia und Jordanien den Plan S unterzeichnet.